# Tylenchorhynchus maximus
Tylenchorhynchus maximus is een rondwormensoort, de plaatsing in een familie is onzeker. De wetenschappelijke naam van de soort is voor het eerst geldig gepubliceerd in 1955 door Allen. Het aaltje kan gerst aantasten.